# Изложба „Скулптура у слободном простору” (1970)
Изложба „Скулптура у слободном простору” се одржала у периоду од августа до октобра 1970. године у Пионирском парку.

## Излагачи
1. Милун Видић
2. Ана Виђен
3. Ратко Вулановић
4. Ангелина Гаталица
5. Олга Јанчић
6. Анета Светиева
7. Јован Солдатовић
8. Милорад Тепавац
9. Петар Убовић
10. Ђорђије Црнчевић
11. Јелисавета Шобер